# Yon Etxaide
Yon Etxaide Itharte ou Jon Etxaide, né le 27 mars 1920 et mort le 30 juin 1998 à Saint-Sébastien, est un écrivain, bertsolari et académicien basque espagnol de langue basque. Il est connu sous différents noms tels que "Karranka", "Uarrain", "Etxaithar", "Aldapeko", "Zelai" ou "Igeldo".
En 1956, Yon Etxaide sera nommé membre correspondant à l'Académie de la langue basque et en 1991, membre d'honneur.
En 1955, il traduit "Las inquietudes de Shanti Andia" de Pío Baroja avec pour titre: "Itxasoa laño dago… Xanti andia itxas-gizonaren bizitza ta kezkak".